# Slick Rick

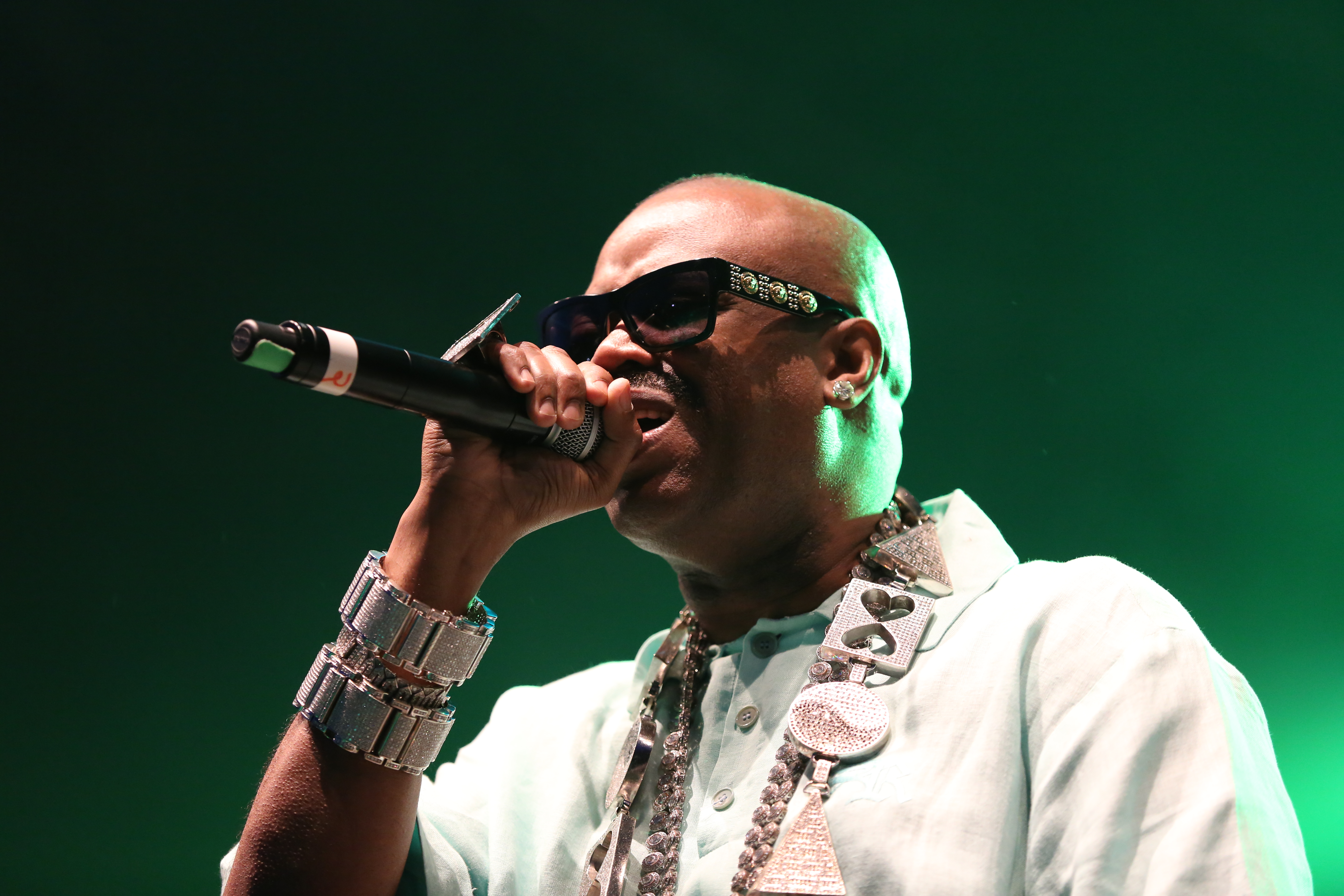
Slick Rick beim Out4Fame-Festival 2016

Richard Walters (* 14. Januar 1965 in London), besser bekannt unter seinen Künstlernamen Slick Rick, MC Ricky D und The Ruler, ist ein britisch-US-amerikanischer East-Coast-Rapper und gilt als bedeutender Old-School-MC.

## Biografie
Slick Rick wurde in England geboren und zog, im Alter von 10 Jahren, mit seinen Eltern nach New York. Als Baby verlor er durch gebrochenes Glas sein rechtes Auge. Seitdem trägt er eine Augenklappe. Slick Rick nahm an Rap-Contests teil und hatte im Alter von 20 Jahren seine ersten Erfolge. Einer der meistgesampelten Songs ist der Song La Di Da Di (1985) („There is no competition ’cause we are the best“), den er gemeinsam mit Doug E. Fresh aufnahm.
Kommerziell erfolgreich war Slick Ricks Album The Great Adventures of Slick Rick (1988), das die US-Hip-Hop-Charts anführte und mit Platin ausgezeichnet wurde. Einige seiner Songs wurden von Hip-Hop-Künstlern wie Snoop Doggy Dogg, Mos Def oder Tricky gecovert.

### Probleme mit der Justiz
Zwei längere Gefängnisaufenthalte – Slick Rick wurde für schuldig befunden, zwei Männer angeschossen zu haben, die ihn ausrauben wollten – führten zu einer unbeständigen Karriere. Das Album Behind Bars nahm er komplett im Gefängnis auf; es wurde von Warren G produziert.

## Diskografie

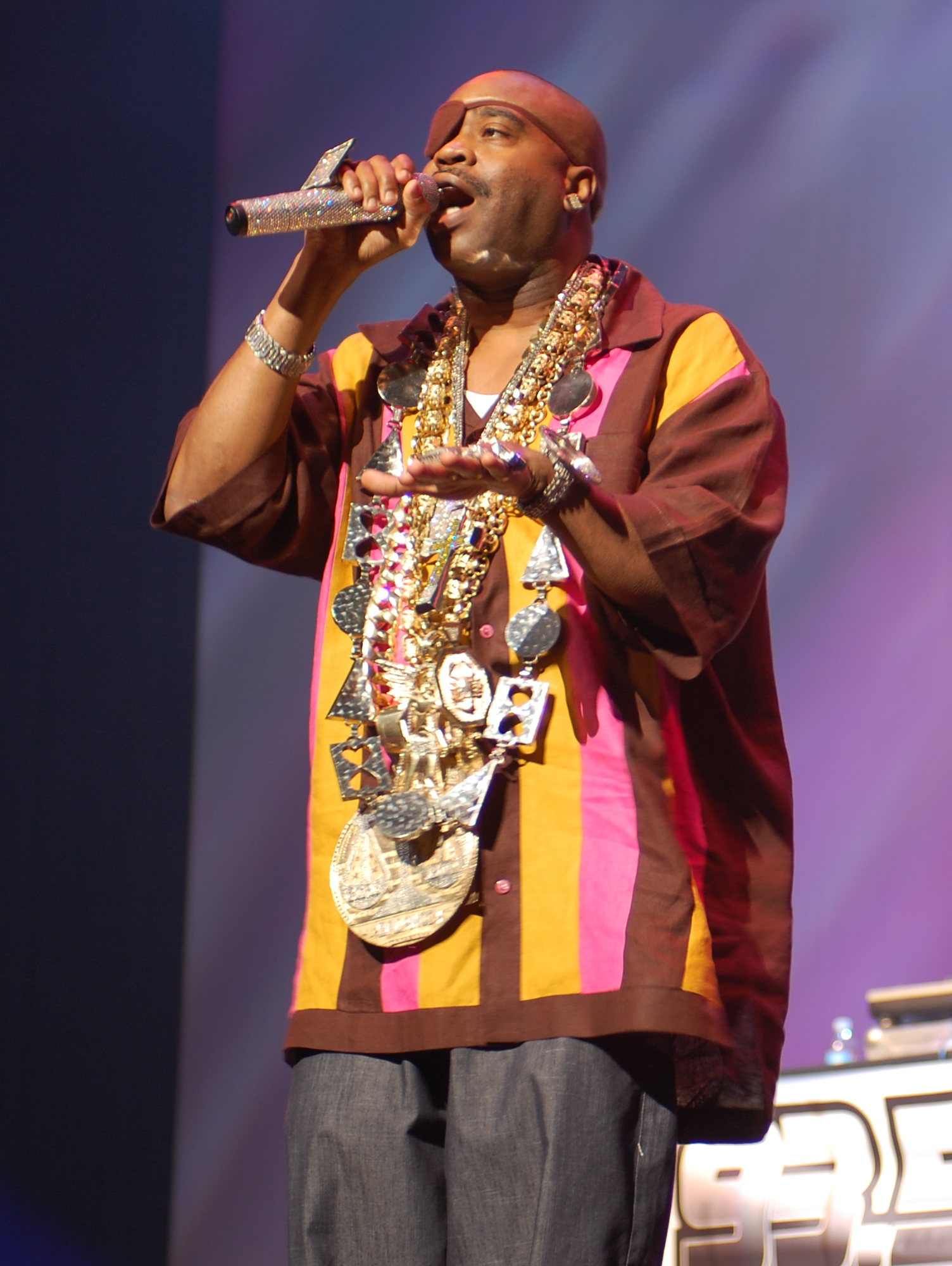
Slick Rick, 2009

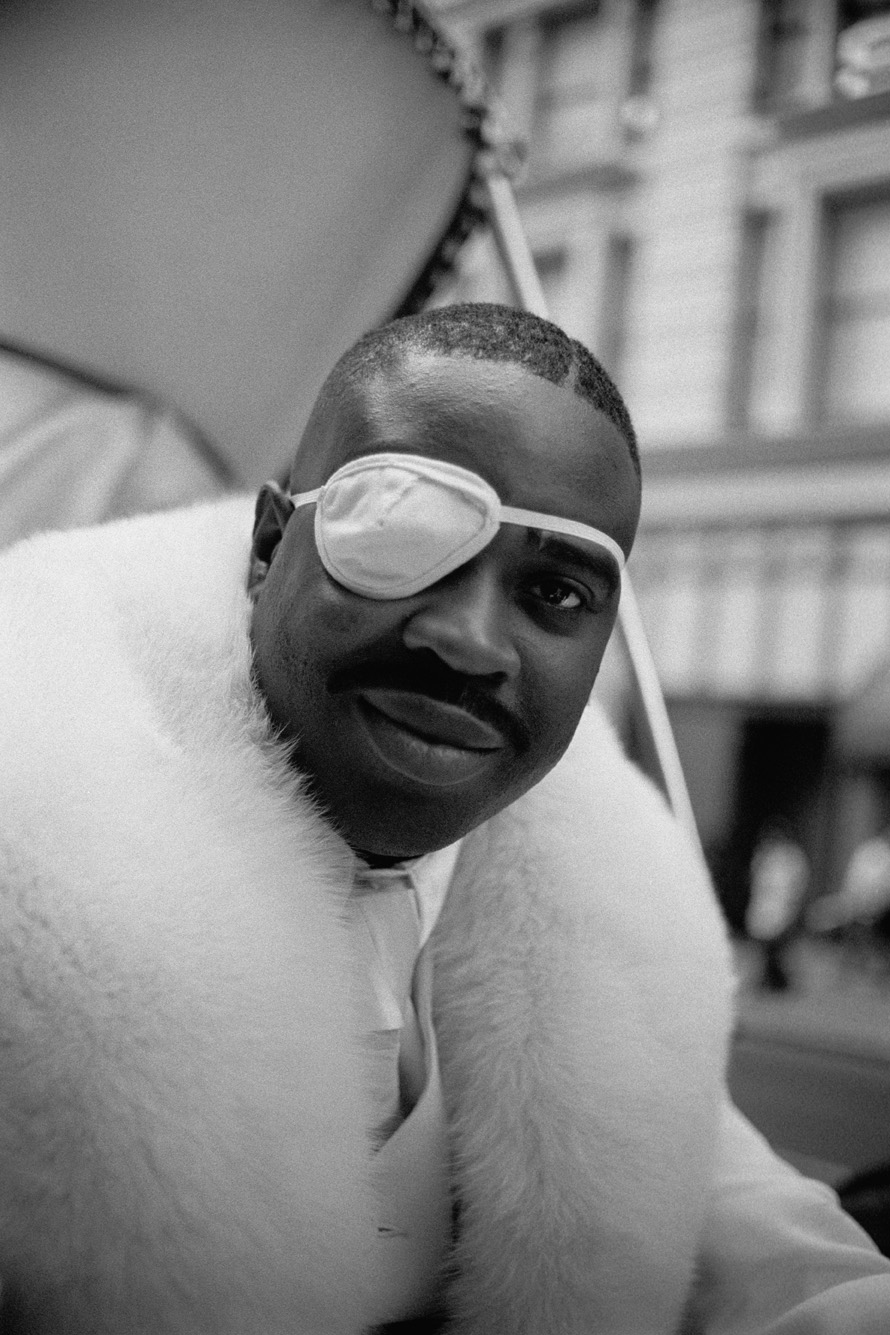
Slick Rick, New York, 1997

### Studioalben
| Jahr | Titel                              | Höchstplatzierung, Gesamtwochen, AuszeichnungChartsChartplatzierungen (Jahr, Titel, Platzierungen, Wochen, Auszeichnungen, Anmerkungen) | Anmerkungen                             |
| Jahr | Titel                              | US | Anmerkungen                             |
| ---- | ---------------------------------- | --- | --------------------------------------- |
| 1988 | The Great Adventures of Slick Rick | US31 Platin · (40 Wo.)US | Erstveröffentlichung: 1. November 1988  |
| 1991 | The Ruler’s Back                   | US29 (13 Wo.)US | Erstveröffentlichung: 2. Juli 1991      |
| 1994 | Behind Bars                        | US51 (6 Wo.)US | Erstveröffentlichung: 22. November 1994 |
| 1999 | The Art Of Storytelling            | US8 Gold · (17 Wo.)US | Erstveröffentlichung: 25. Mai 1999      |
| 2025 | Victory                            | US74 (1 Wo.)US | Erstveröffentlichung: 13. Juni 2025     |

### Singles (Auswahl)
| Jahr | Titel Album                          | Höchstplatzierung, Gesamtwochen, AuszeichnungChartplatzierungen (Jahr, Titel, Album, Platzierungen, Wochen, Auszeichnungen, Anmerkungen) | Höchstplatzierung, Gesamtwochen, AuszeichnungChartplatzierungen (Jahr, Titel, Album, Platzierungen, Wochen, Auszeichnungen, Anmerkungen) | Höchstplatzierung, Gesamtwochen, AuszeichnungChartplatzierungen (Jahr, Titel, Album, Platzierungen, Wochen, Auszeichnungen, Anmerkungen) | Anmerkungen                                                         |
| Jahr | Titel Album                          | DE | UK | US | Anmerkungen                                                         |
| ---- | ------------------------------------ | --- | --- | --- | ------------------------------------------------------------------- |
| 1989 | If I’m Not Your Lover In Effect Mode | — | UK54 (3 Wo.)UK | — | Erstveröffentlichung: Mai 1989 Al B. Sure! feat. Slick Rick         |
| 1994 | Behind Bars                          | — | — | US87 (3 Wo.)US | Erstveröffentlichung: 8. November 1994                              |
| 1996 | I Like More...                       | — | UK24 (3 Wo.)UK | US28 (20 Wo.)US | Erstveröffentlichung: 11. Juni 1996 Montell Jordan feat. Slick Rick |
| 1997 | Just Another Case Da Dirty 30        | — | — | US68 (8 Wo.)US | Erstveröffentlichung: 17. Juni 1997 CRU feat. Slick Rick            |
| 2007 | Hip Hop Police Ultimate Victory      | DE46 (6 Wo.)DE | UK50 (7 Wo.)UK | — | Erstveröffentlichung: 21. Juli 2007 Chamillionaire feat. Slick Rick |